# Sulco gengival

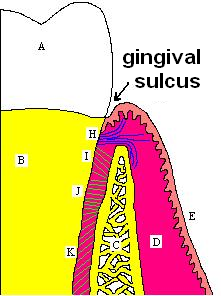
O sulco gengival

O sulco gengival é a fenda ou espaço em torno do dente, limitado de um lado pela superfície dentária e do outro pelo epitélio que reveste a margem livre da gengiva. O sulco gengival tem o formato em "V" e permite a entrada de uma sonda periodontal com resistência. A determinação clínica da profundidade do sulco gengival é um importante parâmetro para o diagnóstico. Sob condições absolutamente normais, a profundidade do sulco gengival é zero ou ao redor de zero. Estas condições estritas de normalidade podem ser produzidas experimentalmente apenas em animais livres de germes ou após um controle de placa intenso e prolongado.
Na gengiva histológica, um sulco de certa profundidade pode ser encontrado. A profundidade deste sulco, determinada em cortes histológicos, está em torno de 1,9 mm, com variações de zero a 6 mm; outros relataram profundidades de 1,5 mm e de 0,69 mm. A manobra clínica usada para determinar a profundidade do sulco consiste na introdução de um instrumento metálico – a sonda periodontal – e na avaliação do comprimento que ele penetra. A profundidade histológica de um sulco não precisa ser, e não é, exatamente igual à profundidade de penetração da sonda. A então chamada profundidade de sondagem de um sulco gengival clinicamente normal em humanos é de 2 a 3 mm.